# Michael Storer
Michael J. Storer (Sydney, 28 febbraio 1997) è un ciclista su strada australiano che corre per la Tudor Pro Cycling Team; è professionista dal 2018, è soprannominato Storer the Destroyer e ha caratteristiche di passista-scalatore.

## Palmarès

### Strada
- 2014 (Juniores)

Campionati oceaniani, Gara a cronometro Junior
- 2015 (Juniores)

Campionati oceaniani, Gara a cronometro Junior
Campionati australiani, Gara in linea Junior
3ª tappa Aubel-Thimister-La Gleize (La Gleize > La Gleize)
- 2016 (Jayco-AIS)

Gran Premio Sportivi di Poggiana
- 2017 (Mitchelton U-23)

Gran Premio Industrie del Marmo
4ª tappa An Post Rás (Bundoran > Buncrana)
- 2021 (Team DSM, quattro vittorie)

3ª tappa Tour de l'Ain (Izernore > Lélex Monts-Jura)
Classifica generale Tour de l'Ain
7ª tappa Vuelta a España (Gandia > Balcón de Alicante)
10ª tappa Vuelta a España (Roquetas de Mar > Rincón de la Victoria)
- 2023 (Groupama-FDJ, due vittorie)

3ª tappa Tour de l'Ain (Oyonnax > Lélex Monts-Jura)
Classifica generale Tour de l'Ain
- 2025 (Tudor Pro Cycling Team, tre vittorie)

7ª tappa Parigi-Nizza (Nizza > Auron)
2ª tappa Tour of the Alps (Mezzolombardo > Vipiteno)
Classifica generale Tour of the Alps

#### Altri successi
- 2017 (Mitchelton U-23)

1ª tappa Toscana-Terra di ciclismo (Cinigiano > Cinigiano, cronosquadre)
- 2021 (Team DSM)

Classifica punti Tour de l'Ain
Classifica scalatori Tour de l'Ain
Classifica scalatori Vuelta a España
- 2023 (Groupama-FDJ)

Classifica a punti Tour de l'Ain

## Piazzamenti

### Grandi Giri
- Giro d'Italia

2021: 31º
2024: 10º
2025: 10º
- Tour de France

2022: 34º
2025: 42º
- Vuelta a España

2018: 117º
2019: 99º
2020: 40º
2021: 40º
2023: 45º

### Classiche monumento
- Liegi-Bastogne-Liegi

2020: 83º
- Giro di Lombardia

2018: 74º
2019: 45º
2021: 25º
2022: 27º

### Competizioni mondiali
- Campionati del mondo

Ponferrada 2014 - Cronometro Junior: 3º
Ponferrada 2014 - In linea Junior: 27º
Richmond 2015 - Cronometro Junior: 13º
Richmond 2015 - In linea Junior: 16º
Doha 2016 - In linea Under-23: 121º
Bergen 2017 - In linea Under-23: 30º
Innsbruck 2018 - In linea Under-23: 52º